# Diervilloideae
Diervilloideae, potporodica listopadnog grmlja iz Sjeverne Amerike i Azije. Postoje dva roda s ukupno desetak vrsta. Dvije vrste uvezene su u Hrvatsku: Diervilla sessilifolia Buckley i Weigela florida (Bigelow) A. DC.

## Rodovi
1. Diervilla  Tourn. ex Mill.  (3 spp.), diervila
2. Weigela Thunb. . (10 spp.), vajgelija